# Diego Martelli
Diego Martelli (Firenze, 29 ottobre 1839 – Firenze, 20 novembre 1896) è stato un critico d'arte e mecenate italiano.
Fu uno tra i primi sostenitori in Italia del realismo francese, inoltre sostenne e unì i Macchiaioli ospitandoli nella sua tenuta di Castiglioncello.

## Biografia

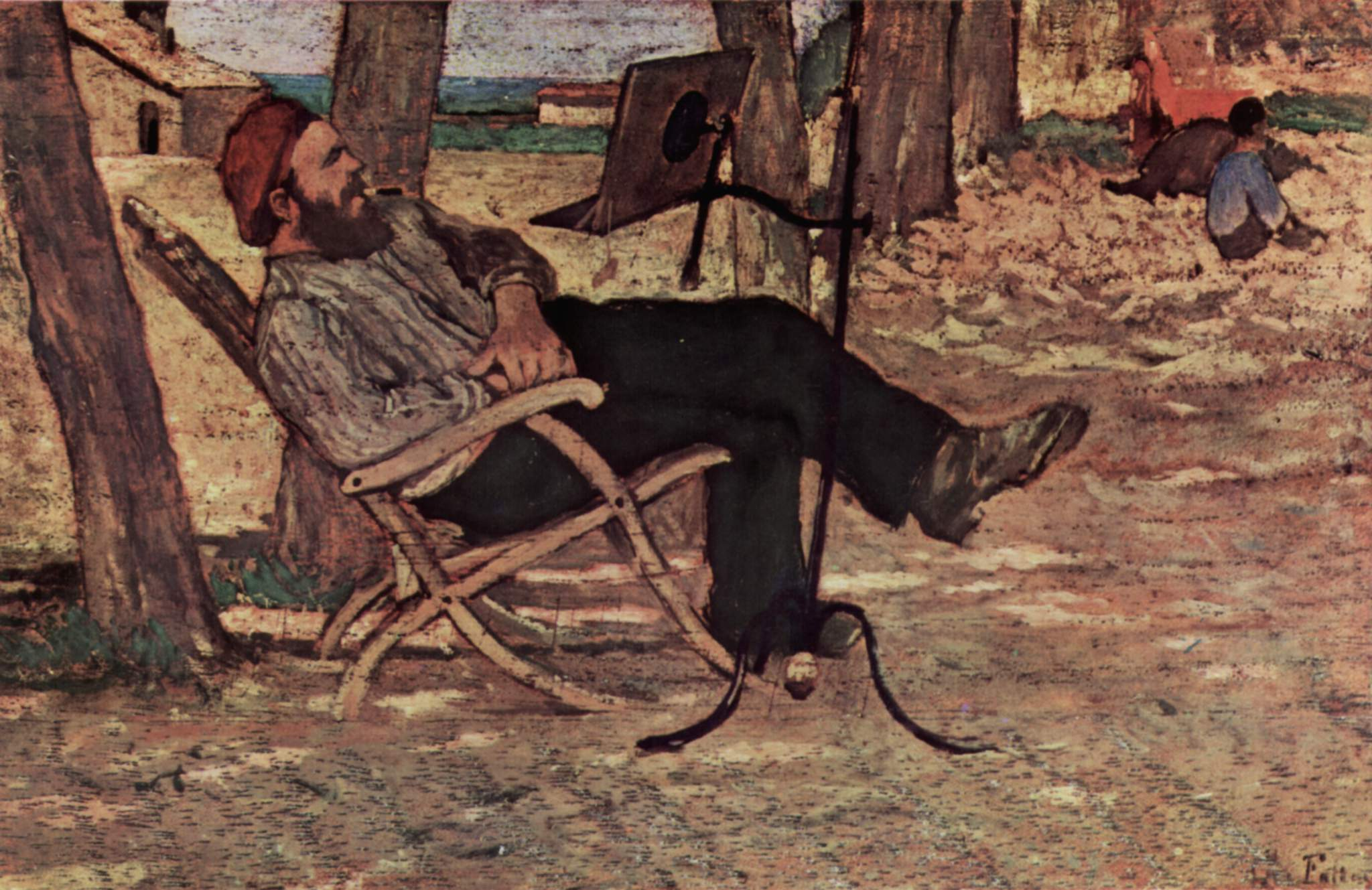
Diego Martelli a Castiglioncello, Giovanni Fattori

Era il figlio di Carlo Martelli, ingegnere ferroviario pratese, e di Ernesta Mocenni.
Fino al 1865 abitò saltuariamente presso una villa di Capannoli,  avuta in eredità, insieme alla fattoria, dallo zio Andrea Bernardi, patrizio pisano. La fattoria e la villa furono vendute a Rutilio Orlandini in seguito ad un dissesto finanziario, con grande dispiacere della madre.
Nel 1861 aveva ereditato un ampio terreno presso Castiglioncello e qui decise di abitare insieme all'amico Giuseppe Abbati.
Cominciò ad invitare diversi amici frequentatori del Caffè Michelangiolo a Firenze, dove i macchiaioli erano soliti riunirsi. Diego divenne così il riferimento culturale del movimento, con il suo sostegno ed i suoi consigli teorici, tanto da fondare attorno alla sua personalità la cosiddetta Scuola di Castiglioncello. All'epoca Castiglioncello era un minuscolo borgo di pescatori e contadini, come testimoniato nei numerosi quadri degli artisti.
Con Adriano Cecioni e Telemaco Signorini fondò nel 1867 il "Gazzettino delle arti del disegno" e nel 1873 il "Giornale artistico", periodici di diffusione artistica di idee.
Martelli farà diversi viaggi a Parigi dove entrerà in contatto con l'ambiente culturale della città, e in special modo con quello degli impressionisti di cui diverrà un sostenitore. Nel 1879 visitò l'esposizione degli impressionisti, e a Giovanni Fattori riferì: «Fra i nostri espositori di qui i più in punta sono Monet, Caillebotte e Pissarro.»
Non a caso ha frequentato, capito, aiutato, sostenuto anche moralmente e ospitato tanti di quegli artisti che hanno rimodellato (rinnovandola), buona parte dell'arte Ottocentesca, non solo in Toscana.
Un mecenatismo lungimirante, che su un piano diverso del critico rispetto a quello del mercante, lo avvicina come intendimenti e caparbietà d'intenti a Paul Durand-Ruel, grande sostenitore degli Impressionisti francesi, che lo stesso Martelli stimava profondamente.»
Posò per diversi pittori macchiaioli e anche per Degas.
Sul finire del secolo la sua tenuta di Castiglioncello passò al barone Patrone, che demolì le strutture preesistenti per costruirvi la propria dimora, oggi nota col nome di Castello Pasquini.

## Archivio
La Biblioteca Marucelliana possiede un Fondo Martelli, pervenuto nel 1897 per legato, che è ordinato ed inventariato. Comprende 573 volumi, 55 manoscritti e circa 5000 lettere di argomento letterario, artistico e politico, ordinate cronologicamente.
Fra i manoscritti, che sono tutti ordinati per autori e titoli, sono comprese le cosiddette "Memorie foscoliane", comprensive della biblioteca fiorentina di Ugo Foscolo e scritti su opere di Foscolo.
Ulteriore documentazione su Diego Martelli è conservata a Roma, al "Nuovo Archivio dei Macchiaioli" - Istituto di studi storici per la conoscenza dell'arte toscana del XIX secolo, fondato nel 1992, per gestire la documentazione raccolta da Dario Durbé, che è stato un esperto dei Macchiaioli e dell'arte toscana dell'800.